# The Aquatic Games
The Aquatic Games: Starring James Pond and the Aquabats est un jeu vidéo de type party game développé par le studio anglais Vectordean et édité par Millennium Interactive et Electronic Arts en 1992. Le jeu est sorti sur l'ordinateur Amiga et les consoles Mega Drive et Super Nintendo. C'est un spin-off de la série James Pond : il délaisse le jeu de plates-formes pour une série de mini-jeux parodiant les Jeux olympiques.

## Système de jeu
James Pond et quatre autres agents spéciaux du FI5H participent aux « Jeux Aquatiques » pour entretenir leur condition physique entre deux missions. Le jeu contient huit épreuves sportives différentes qui font appel aux réflexes, à l'adresse et à la coordination sur le principe du jeu d'arcade Track and Field (1983) : la course de vitesse 100 Meter Splash, le jeu de ballon Kipper Watching, le saut en longueur Hop, Skip and Jump, le saut acrobatique Bouncy Castle, le lancer de nourriture Feeding time, le tir de carapace Shell Shooting, la course de monocycle Tour of Grass, et la course de haie Leap Frog. Deux épreuves bonus sont à débloquer : Juggling et Long Jump. Le joueur a la possibilité de s'entraîner individuellement aux épreuves de son choix ou de participer au championnat complet qui peut accueillir jusqu'à trois autres joueurs en alternance.

## Développement
Steve Bak a conçu et programmé le jeu. Sean Nicholls a créé les graphismes avec les contributions additionnelles de Leavon Archer et Rob Swan. Richard Joseph a créé la musique et les effets sonores. Ian Saunter et Kevin Shrapnell ont produit le jeu pour Millenium.
Mike Ball a adapté le jeu sur Super Nintendo. Cette version est connue sous le titre James Pond's Crazy Sports en Europe et The Super Aquatic Games aux États-Unis.

## La série
- 1990 - James Pond: Underwater Agent
- 1991 - James Pond 2: Codename RoboCod
- 1992 - The Aquatic Games
- 1993 - James Pond 3: Operation Starfish